# Louis Le Roy (Humanist)
Louis Le Roy, latinisiert Ludovicus Regius (* 1510 in Coutances; † 1. Juli 1577 in Paris) war ein französischer politischer Schriftsteller, Humanist, Gräzist und Übersetzer.

## Leben
Louis Le Roy wuchs mittellos auf, kam aber dank der Förderung durch die Bischöfe von Coutances früh mit dem Altgriechischen in Berührung. Er konnte nach Paris gehen und am Collège Royal bei den Hellenisten Pierre Danes und Jacques Toussain (auch: Thouzat) studieren. Nach einem zusätzlichen Jurastudium in Toulouse ging er nach Paris zurück und publizierte 1540 eine Biographie des berühmten Gräzisten Guillaume Budé (mit Widmung an den Kanzler Guillaume Poyet). Er wurde Höfling, machte Reisen durch Europa und übersetzte klassische altgriechische Texte. Ein Streit mit Joachim du Bellay wurde 1558 beigelegt. 1572 erlangte er am Collège Royal den Lehrstuhl für Altgriechisch. Dort hielt er 1576 eine Vorlesung über Demosthenes in französischer statt wie noch lange üblich in lateinischer Sprache. Er starb im Alter von 66 oder 67 Jahren.

## Werke
Von Le Roy existieren lateinisch und französisch verfasste politische Schriften sowie eine französisch geschriebene Weltgeschichte mit dem Titel De la vicissitude, ou variete de choses en l’univers, et concurrence des armes et des lettres par les premieres et plus illustres nations du monde depuis le temps ou a commencé la civilite, et memoire humaine jusques a present. Paris 1577 (Paris 1988). Bedeutend sind seine Übersetzungen von Platon: Timaios (1551), Phaidon (1553, Tours 2009), Symposion (1559) und Politeia (1600), ferner von Aristoteles: Politik (1568, 1576), von Isokrates (1551) und von Demosthenes (1551, 1575). Er übersetzte auch aus dem Latein.